# Jana Ueekata
Tei Dō (鄭 迵, 1549-1611), aussi connu sous son nom de style japonais Jana Ueekata Rizan (謝名 親方 利山), est un aristocrate et fonctionnaire du gouvernement du royaume de Ryūkyū. Il est membre du Sanshikan de 1606 à 1611.